# Lois Weber
Lois Weber, född 13 juni 1879 i Allegheny, Pennsylvania, död 23 november 1939 i Hollywood, var en amerikansk stumfilmsskådespelare, regissör, manusförfattare och filmproducent. Hon anses ha varit den viktigaste kvinnliga regissören i amerikansk filmindustri.  Filmhistorikern Anthony Slide menar att "tillsammans med D.W. Griffith var Lois Weber amerikansk films första genuina auteur. Hon var en filmskapare som var inblandad i alla delar av en filmproduktion och som använde film för att framföra sina egna idéer och tankar.
Webers samlade produktion anses vara jämförbar med Griffiths både i kvantitet och kvalitet. I filmerna tog hon upp sin syn på humanitär och social rättvisa. Hon skapade uppskattningsvis mellan 200 och 400 filmer varav endast 20 finns bevarade. På filmdatabasen IMDb uppges att hon regisserade 135 filmer, var manusförfattare till 114 och skådespelare i 100. Weber var en av de första regissörerna som uppmärksammades av Hollywoods censorer.
Weber var först med att använda split screen för att visa simultana handlingar i sin film Suspense (1913). Tillsammans med sin första make Philipps Smalley var hon en av de första regissörerna att experimentera med ljud när hon gjorde de första ljudfilmerna i USA. Hon blev även den första kvinnan att regissera en långfilm när hon 1914 gjorde film av Shakespears pjäs Köpmannen i Venedig och 1917 blev hon den första kvinnan som ägde sin egen filmstudio. Vid hennes karriärs höjdpunkt sägs det att "få män, både före och efter, har haft sådan absolut kontroll över sina filmer och inga kvinnor har uppnått sådan status som Lois Weber hade". 1920 ansågs Weber vara den största kvinnliga filmregissören, författaren och producenten av de mest inkomstbringande filmsuccéerna i filmhistorien.
Bland Webers mer uppmärksammade filmer finns den kontroversiella Hypocrites (1915), som var den första filmen någonsin som visade en helnaken kvinna, Where Are My Children? (1916) som tog upp ämnen som abort och preventivmedel och som 1993 blev utvald att bevaras av National Film Registry, adaptionen av Edgar Rice Burroughs roman Tarzan kallad Tarzan of the Apes (1918) samt filmen som av vissa anses vara hennes mästerverk The Blot  (1921). Weber upptäckte, var mentor till och gav stjärnstatus åt kvinnliga skådespelare som Mary MacLaren, Mildred Harris, Claire Windsor, Esther Ralston, Billie Dove, Ella Hall, Cleo Ridgely, och Anita Stewart. Hon var även den som upptäckte och inspirerade manusförfattaren Frances Marion. För sin gärning inom filmvärlden fick Weber den 8 februari 1960 en stjärna på Hollywood Walk of Fame.